# باولا سانتياغو
باولا سانتياغو (بالإسبانية: Paula Santiago)‏ هي فنانة مكسيكية، ولدت في 1969.